# روسلان بیدنکو
روسلان بیدنکو (انگلیسی: Ruslan Bidnenko؛ زادهٔ ۲۰ ژوئیهٔ ۱۹۸۱) بازیکن فوتبال اهل اوکراین است.
از باشگاه‌هایی که در آن بازی کرده‌است می‌توان به باشگاه فوتبال کریفباس کریفیی ریه، باشگاه فوتبال دینامو سمرقند، باشگاه فوتبال دنیپرو، باشگاه فوتبال آرسنال کی‌یف، باشگاه فوتبال چورنومورتس اودسا، و باشگاه فوتبال دینامو کی‌یف اشاره کرد.
وی همچنین در تیم ملی فوتبال اوکراین بازی کرده‌است.